# Karl Glusman
Karl Glusman (ur. 3 stycznia 1988 w Bronksie w Nowym Jorku) – amerykański aktor filmowy, najlepiej znany jako Murphy w dramacie Love (2015) argentyńskiego reżysera Gaspara Noé.

## Życiorys
Urodził się w Bronksie w Nowym Jorku w rodzinie katolickiej jako syn lekarzy Elaine i Stevena Glusmanów. Jego rodzina miała pochodzenie niemieckie, żydowskie i irlandzkie. Kiedy miał sześć miesięcy, wraz z rodziną przeniósł się do Portland w stanie Oregon. Jego matka była irlandzką katoliczką, a ojciec był niemieckim Żydem. Uczęszczał do West Hills Daycare Beaverton, a następnie do Montclair Elementary School. Gdy jego rodzice rozstali się, jego matka przeprowadziła się do Lake Oswego, gdzie kontynuował naukę w Lake Oswego High School. Przez półtora roku uczęszczał do Portland State University, gdzie pobierał pierwsze lekcje aktorstwa w Portland Actors Conservatory. Później przeniósł się do Nowego Jorku, gdzie uczył się aktorstwa w William Esper Studio.
Debiutował w dramacie Ikonograf (The Iconographer, 2008). Znalazł się w obsadzie dramatu społecznego Rolanda Emmericha Stonewall (2015) obok Joey King, Jeremy’ego Irvine’a, Jonathana Rhysa-Meyersa i Rona Perlmana. W filmie zagrał gwiazdora szkolnego futbolu, który jest skrytym homoseksualistą.
Po kręceniu zdjęć i reklamy dla Adidas, poleciał do Francji. Tam, dzięki wspólnemu znajomemu, spotkał argentyńsko-francuskiego reżysera Gaspara Noé, który obsadził w swoim filmie Love (2015) przedstawiając rozległy, nieudolny seks. Film był prezentowany na 68. MFF w Cannes, gdzie Glusman spotkał reżysera i projektanta mody Toma Forda, który następnie obsadził go w swoim filmie Zwierzęta nocy (Nocturnal Animals, 2016). Wystąpił w dreszczowcu Nicolasa Windinga Neon Demon (2016).

## Życie prywatne
W 2016 spotykał się z aktorką Zoë Kravitz. Kravitz ujawniła w wywiadzie opublikowanym w październiku 2018, że zaręczyła się w lutym tego roku. Pobrali się 29 czerwca 2019 w Paryżu, w domu ojca Kravitz, muzyka Lenny’ego Kravitza. Po 18 miesiącach małżeństwa, 23 grudnia 2020 Kravitz złożyła pozew o rozwód.

## Filmografia

### Filmy
- 2008: Ikonograf (The Iconographer) jako Młody bandyta
- 2012: Starship Troopers: Inwazja (Starship Troopers Invasion) jako Gunfodder (głos)
- 2015: Love jako Murphy
- 2015: Stonewall jako Joe Altman
- 2016: Ratter jako Brent
- 2016: Zwierzęta nocy (Nocturnal Animals) jako Lou
- 2016: Neon Demon (The Neon Demon) jako Dean
- 2018: Above Suspicion jako Joe-Bea
- 2019: Wounds jako Jeffrey
- 2019: Lux Æterna jako Karl
- 2019: Poza podejrzeniem (Above Suspicion) jako Joe-Bea
- 2020: Misja Greyhound (Greyhound) jako Eppstein
- 2023: Gad (Reptile) jako Sam Gifford

### Seriale TV
- 2015: One Bad Choice jako Cooper Lund
- 2017: Gypsy jako Sam Duffy
- 2020: Devs jako Sergei